# 言語税
言語税（げんごぜい、Language tax）はベルギーの経済学者のフィリップ・ヴァン・パレースやスイスの経済学者のフランソワ・グラン（fr:François Grin）が提起した概念である。
広く使われている言語とそうではない言語の間にある翻訳・教育などの経済的負担の格差を是正する方法として提唱された。似た文脈で、イタリア急進党（it:Partito Radicale）は英語税について発言している。